# 183635 Helmi
183635 Helmi è un asteroide della fascia principale. Scoperto nel 2003, presenta un'orbita caratterizzata da un semiasse maggiore pari a 2,3494058 UA e da un'eccentricità di 0,2001410, inclinata di 3,64033° rispetto all'eclittica.